# Don't Throw That Knife
"Don't Throw That Knife" (br.: Cortando um doze) é um filme curta metragem estadunidense de 1951 dirigido por Jules White. É o 131º de um total de 190 filmes da série com os Três Patetas produzida pela Columbia Pictures entre 1934 e 1959.

## Enredo
Os Três Patetas são recenseadores que estão em um prédio de apartamentos buscando entrevistar os moradores. Depois de um rápido ensaio quando Shemp e Larry fingem ser um casal e Moe os "entrevista" e no qual este sofre com vários aparelhos de trote que Shemp carregava (como um cofre que quando aberto solta uma cobra de brinquedo), o trio inicia o trabalho. A entrevista é com uma mulher, Senhora Wyckoff (Jean Willes), cujo nome é entendido pelos Patetas como uma pergunta, "Por que tosse?", respondida com piadas por Shemp e Larry. Ela lhes conta que o marido é um mágico ilusionista muito ciumento e violento. Naturalmente o homem (Dick Curtis) chega de repente e os Patetas correm e tentam se esconder em meio aos muitos objetos de ilusionismo que estão no apartamento. Quando são descobertos, o mágico atira facas em Moe e Shemp até ser desacordado por Larry.
Ao tentarem levar o homem para polícia numa caixa, não percebem que a mesma está sem fundo. O homem escapa e os Patetas atravessam a porta e correm até o armário da faxina no corredor, pegam três patinetes e fogem.

## Declínio
Jules White alternava com Edward Bernds a direção dos filmes da série dos Três Patetas, sendo que enquanto o segundo se esforçava para manter a qualidade, o primeiro já não se preocupava muito com isso. No ano seguinte, Bernds e o produtor Hugh McCollum sairiam da Columbia Pictures e White seria fixado como o único diretor, responsável pela direção entre 1952 e 1957 (prazo remanescente do contrato dos humoristas com o estúdio).

## Citações
"Moe: [a Shemp e Larry fingindo ser um casal] Bom dia, qual o seu nome por favor?
Shemp: Shempena Howard.
Moe: É casada ou solteira?
Shemp: Casada e esse é o meu marido, o rato.
Larry: Pare com isso.
Moe: Diga-me senhor, vocês tem filhos?
Larry: [contando com os dedos] Nenhum filho.
Moe: Onde a senhora nasceu, madame?
Shemp: No hospital.
Moe: Hospital?
Shemp: Sim, eu queria estar próxima de mamãe."